# Katholikat von Kilikien

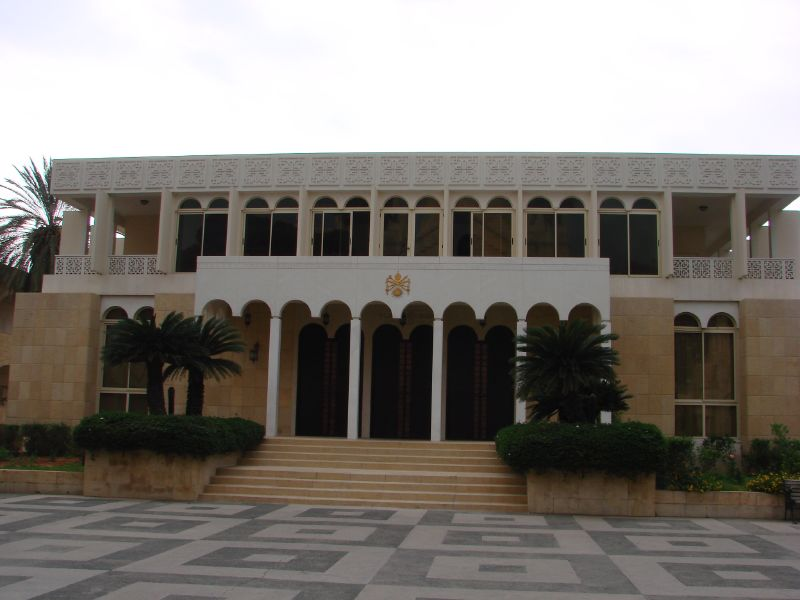
Antelias, Sitz des armenischen Katholikats von Kilikien

Das Katholikat von Kilikien (alias von Sis) ist eine eigenständige Teilkirche der Armenischen Apostolischen Kirche.
Nach dem Selbstverständnis des „Katholikats des Hohen Hauses von Kilikien“ sind die zwei bestehenden armenischen Katholikate, das von Kilikien und das in Etschmiadsin, gleichberechtigt. Dem Katholikos in Etschmiadsin wird freilich (heute) ein Ehrenprimat zuerkannt. Nach Ansicht von Etschmiadsin ist das Katholikat von Kilikien nur ein Regional-Katholikat und untersteht in allen geistlichen Angelegenheiten dem „Obersten Katholikos Aller Armenier“ in Etschmiadsin.
Das armenisch-orthodoxe Katholikat von Kilikien besitzt einen armenisch-katholischen Zweig in dem mit dem römischen Papst unierten Patriarchat von Kilikien der Armenier.

## Geschichte
Das „Katholikat des Hohen Hauses von Kilikien“  entstand aus der Niederlassung des Katholikos sämtlicher Armenier im Königreich Kleinarmenien. Nach Abschluss einer Union mit der römisch-katholischen Kirche 1439 auf dem Konzil von Florenz bildete sich 1441 in Etschmiadsin (Großarmenien) ein weiteres Katholikat, das im Verlauf der folgenden Jahrhunderte allmählich einen Ehrenvorrang erlangte. Das „Katholikat des Großen Hauses von Kilikien“ blieb jedoch bis in die Gegenwart unabhängig und beansprucht gleiche Rechte und Privilegien. Insbesondere nimmt noch heute der Katholikos von Kilikien (im Unterschied zu den armenischen Patriarchen und Bischöfen) eigenständig die Bereitung, Weihe und Versendung des Heiligen Myrons vor.

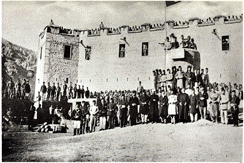
Gebäude des kilikischen Katholikats in Sis

Im Katholikat von Kilikien erlangte der Armenische Ritus seine heutige Ausprägung. Da die christliche Bevölkerung Kilikiens mit der Zeit zu einem Teil das Türkische annahm, wurde es im 19. Jahrhundert gestattet, im Gottesdienst auch in dieser Sprache, neben dem Armenischen, das Evangelium zu verlesen und Predigt zu halten.
Der Sitz des Katholikos in Kilikien war von 1293 bis zum 20. Jahrhundert in Sis (heute Kozan, Türkei, Provinz Adana), das 1915 von den Armeniern geräumt werden musste. Der Kirchenschatz, vor allem liturgische Bücher, Gewänder und Geräte, konnte unter Mühen gerettet werden. Die Kathedrale, Kirchen und Klostergebäude in Sis (Kozan) wurden in der Folgezeit zerstört.
Im 19. Jahrhundert erstreckte sich die kirchliche Jurisdiktion des Katholikos von Sis über die osmanischen Paschaliks Adana, Maraş, Aleppo und Zypern. 1915 zählte das Katholikat 15 Diözesen mit 284.000 Gläubigen.
Wie alle armenischen Katholikate und Patriarchate im Osmanischen Reich wurde das kilikische Katholikat 1916 durch staatliches Gesetz vorübergehend aufgelöst zugunsten eines neu geschaffenen Katholikats aller osmanischen Armenier mit Sitz in Jerusalem (1516 bis 1917 unter osmanischer Herrschaft). Katholikos Sahag II. Khabayan von Kilikien wurde 1916 zum ersten dortigen „Katholikos-Patriarchen“ ernannt, 1917 allerdings von Jerusalem nach Damaskus verbannt. 1918 kehrte er nach Kilikien zurück und versuchte eine Neuansiedlung seines historischen Katholikats in der kilikischen Stadt Adana.

## Gegenwart

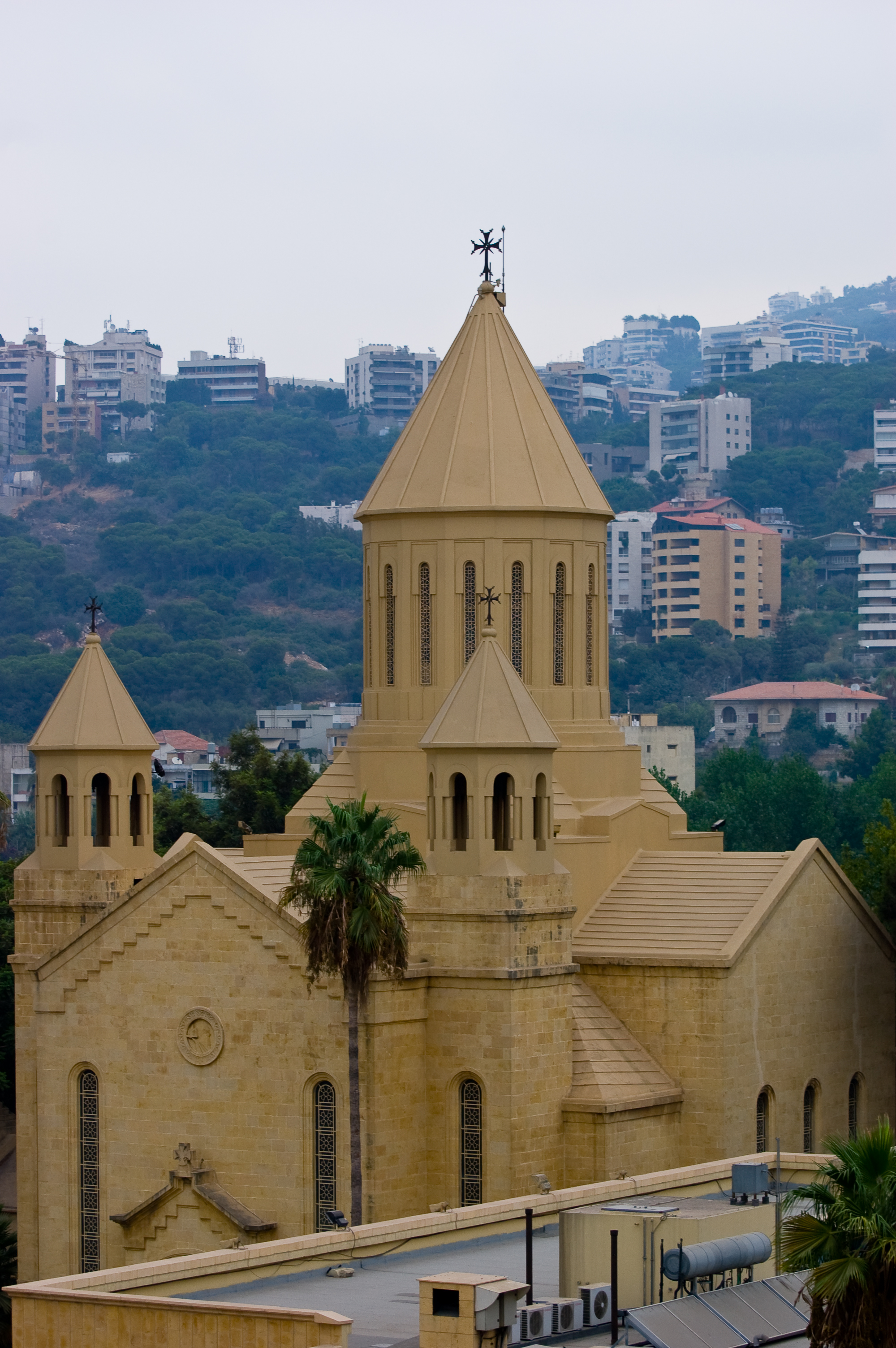
Antelias, St.-Gregor-der-Erleuchter-Kathedrale

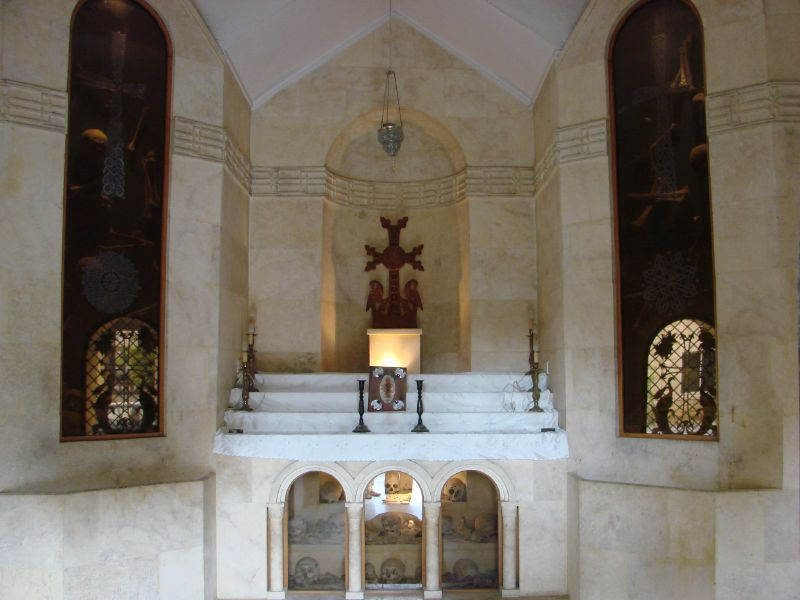
Antelias, Kapelle mit Gebeinen der Opfer des Völkermords an den Armeniern

Nach dem Rückzug Frankreichs aus Kilikien und dessen Angliederung an die kemalistische Türkei 1921 wurde der Sitz des „Katholikos des Hohen Hauses von Kilikien“ aus Sicherheitsgründen nach Syrien (Aleppo) und dann in den Libanon verlegt. 1929 übernahm das kilikische Katholikat vom Jerusalemer Patriarchat der Armenier die Verwaltung der Diözesen Beirut, Damaskus und Latakia. Seit 1930 befindet sich der Sitz des Katholikats in Antelias bei Beirut (Libanon). Dort wurden ein Priesterseminar, eine Verlagsdruckerei, eine neue Patriarchalkathedrale („Gregor der Wundertäter“) und ein Martyrion für die Opfer des Völkermords an den Armeniern errichtet und 1998 das „Cilicia Museum“ eröffnet.
Seit 1962 ist das Katholikat von Kilikien Vollmitglied des Weltrats der Kirchen. Beim 2. Vatikanischen Konzil der katholischen Kirche war es mit eigenen Beobachtern vertreten.
Seit dem Erdbeben von Spitak 1988 normalisierten sich die zuvor nicht spannungsfreien Beziehungen zwischen den beiden armenischen Katholikaten. Der politisch gestützte Versuch, eine Vereinigung beider durch die vollzogene Erhebung des damaligen kilikischen Katholikos Karekin Sarkissian auf den Stuhl von Etschmiadsin zu erreichen, scheiterte 1995.

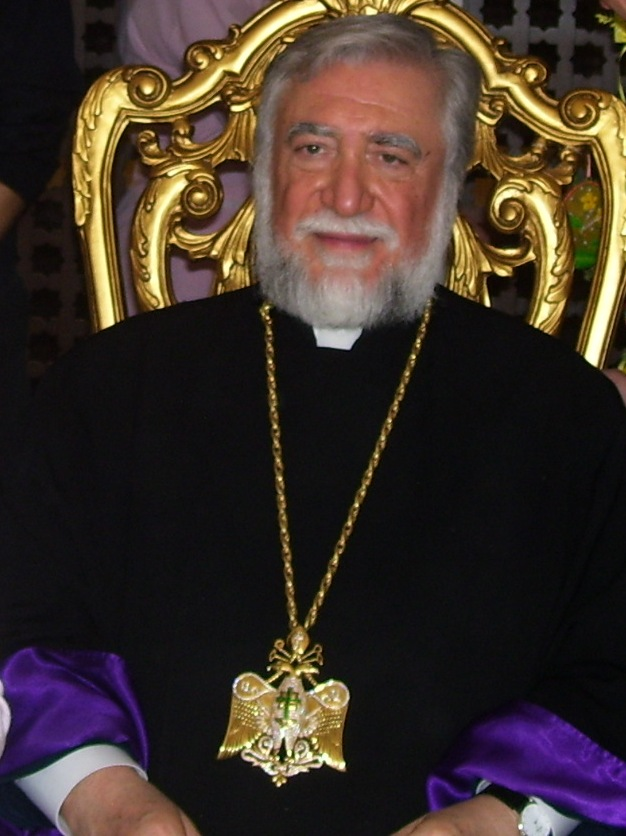
Aram I., Katholikos des Hohen Hauses von Kiliken

Derzeitiges Oberhaupt der kilikischen Kirche ist Katholikos Aram I.

### Regionale Gliederung
Die heutigen Diözesen des Katholikats sind:
- Libanon (Antelias)
- Aleppo (Syrien)
- Gezira (Syrien)
- Damaskus (Syrien)
- Zypern (Nikosia)
- Teheran (Iran)
- Täbris (Iran)
- Isphahan (Iran)
- Kuwait und Vereinigte Arabische Emirate
- Griechenland (Athen)
- Prälatur der östlichen USA, New York
- Prälatur der westlichen USA, Los Angeles
- Prälatur von Kanada.
- Venezuela